# سیارک ۲۰۵۸۶
سیارک ۲۰۵۸۶ (به انگلیسی: 20586 Elizkolod، نامگذاری:1999RR160) بیست هزار و پانصد و هشتاد و ششمین سیارک کشف شده‌است که در ۹ سپتامبر ۱۹۹۹ کشف شد.
قدر مطلق سیارک برابر ۱۴٫۶ است.